# Хокей на траві на літніх Олімпійських іграх 2000

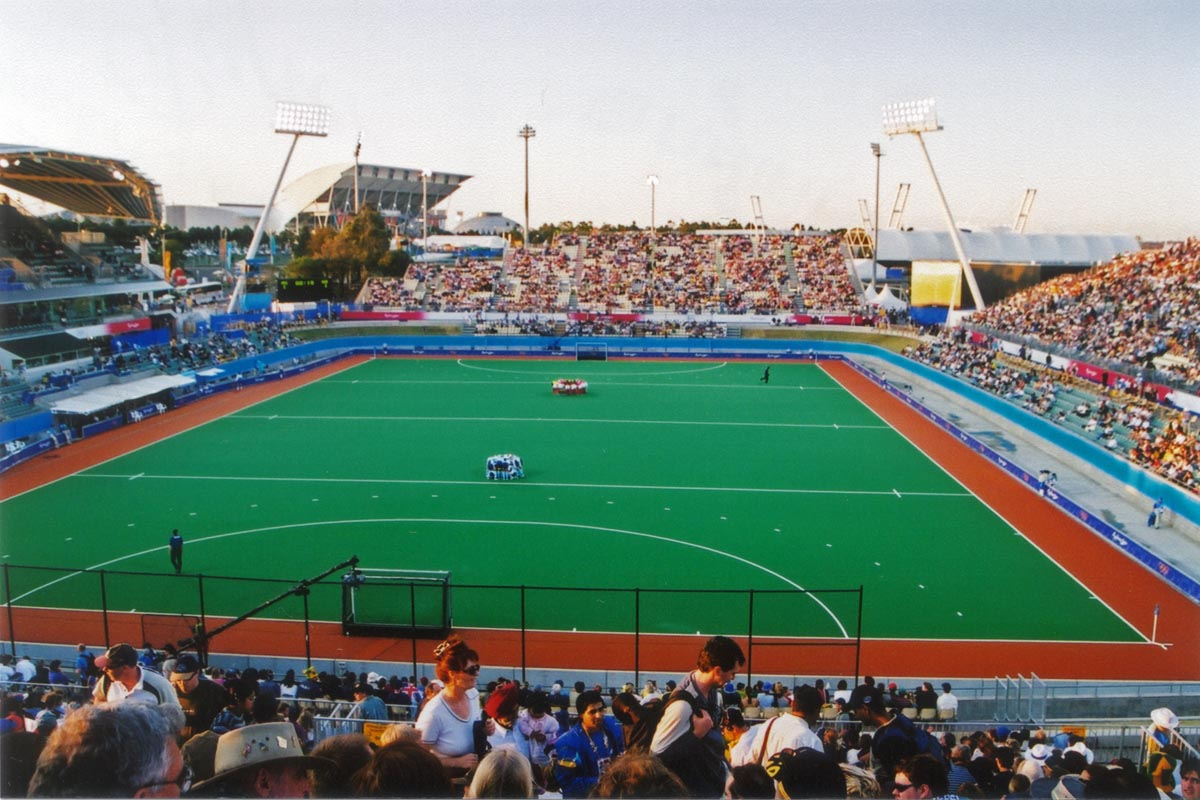
Центр хокею на траві Сіднейського олімпійського парку під час Олімпійських ігор.

Змагання з хокею на траві на літніх Олімпійських іграх 2000 в Сіднеї тривали з 16 до 30 вересня в Центрі хокею на траві Сіднейського олімпійського парку. Розіграно 2 комплекти нагород: серед жіночих та чоловічих збірних. Змагалися 12 чоловічих та 10 жіночих збірних.

## Галерея

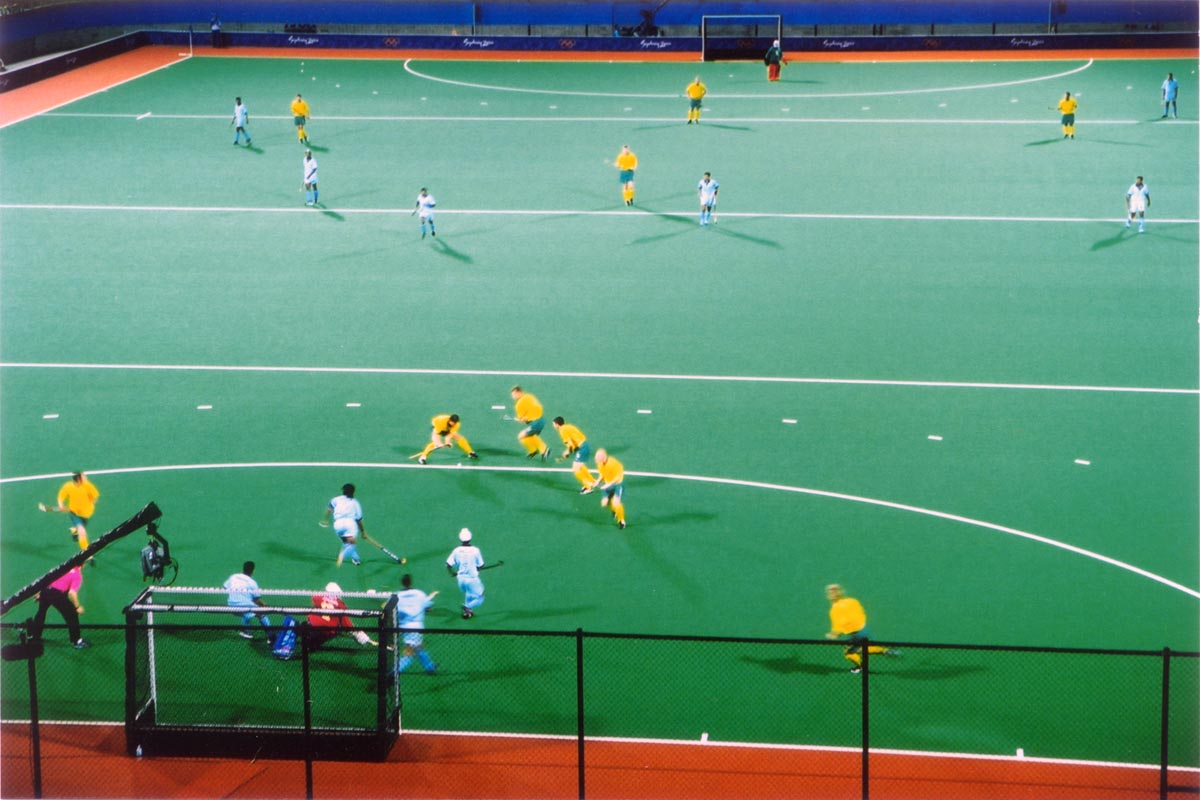
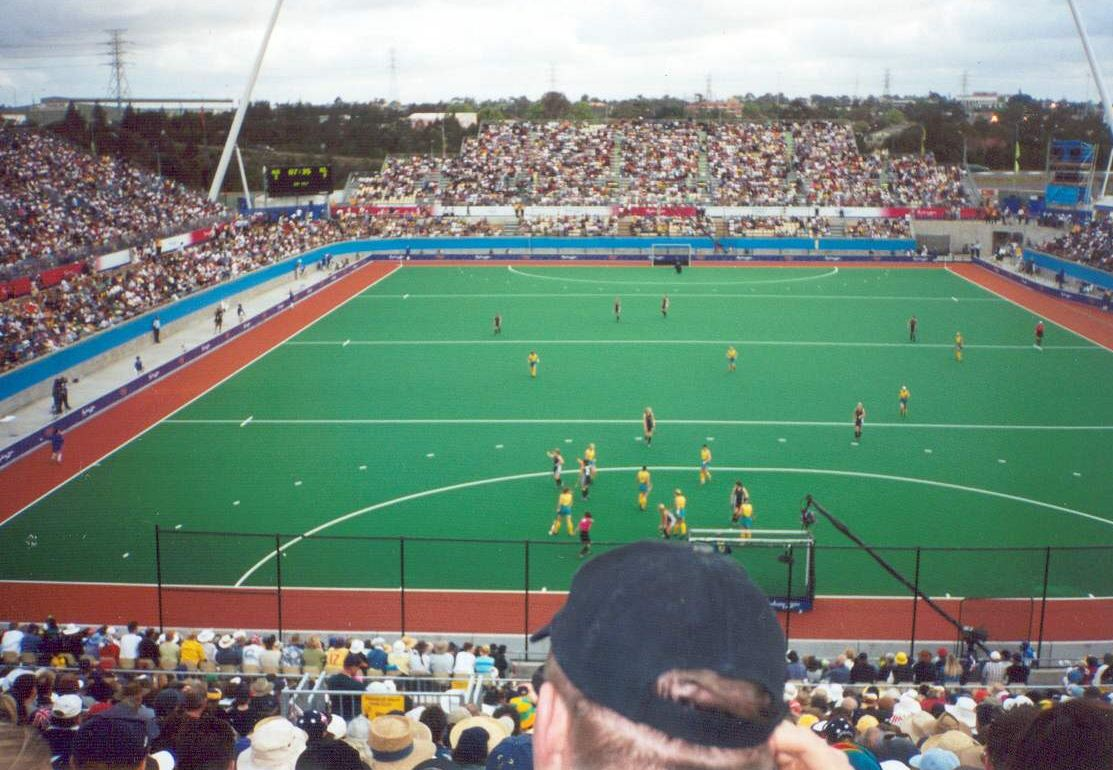
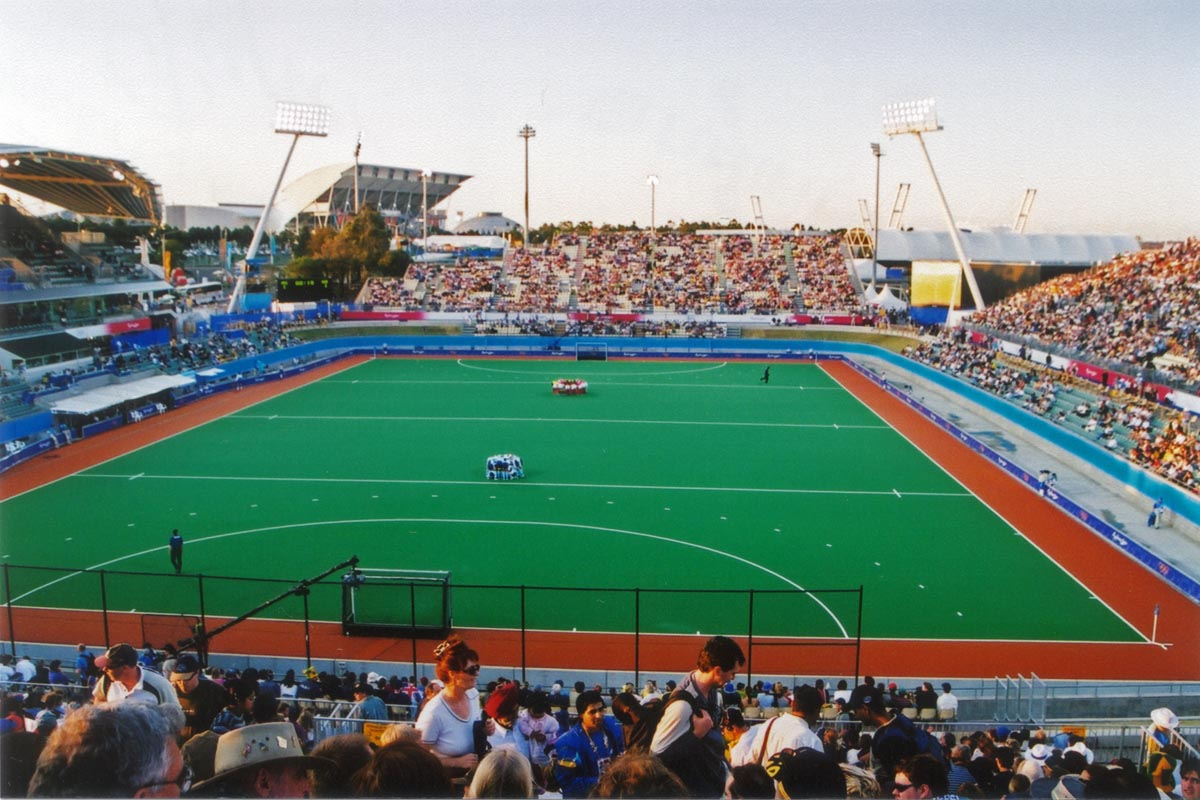
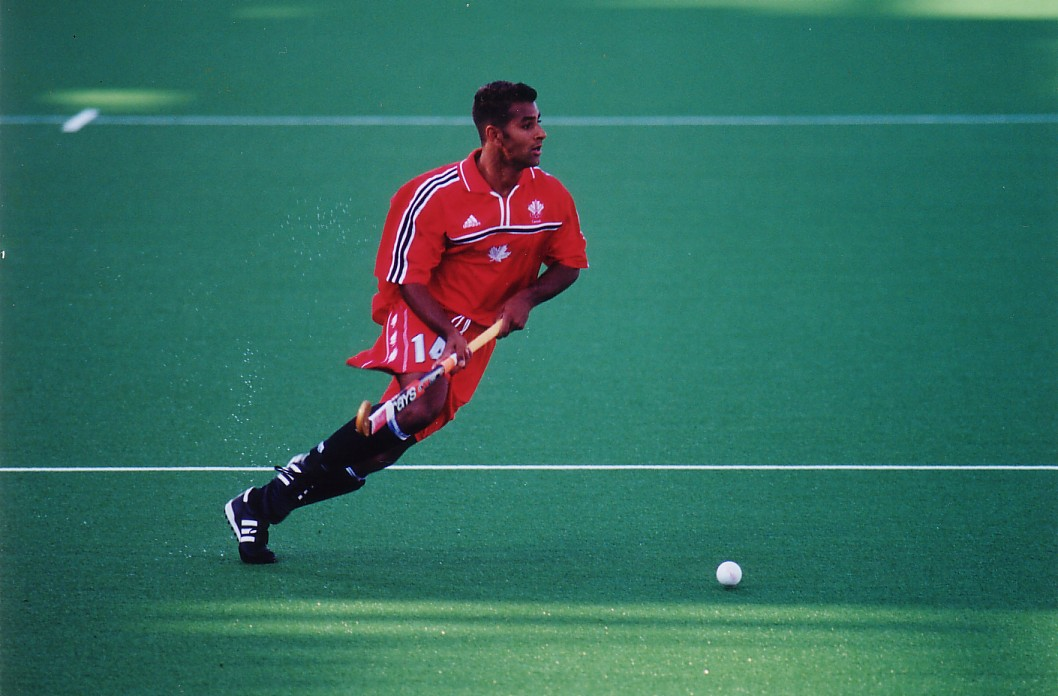

## Медальний залік

### Таблиця медалей
| Місце              | Країна               | Золото | Срібло | Бронза | Загалом |
| ------------------ | -------------------- | ------ | ------ | ------ | ------- |
| 1                  | Австралія (AUS)      | 1      | 0      | 1      | 2       |
| 1                  | Нідерланди (NED)     | 1      | 0      | 1      | 2       |
| 3                  | Аргентина (ARG)      | 0      | 1      | 0      | 1       |
| 3                  | Південна Корея (KOR) | 0      | 1      | 0      | 1       |
| Загалом (4 збірні) | Загалом (4 збірні)   | 2      | 2      | 2      | 6       |

### Медалісти
| Дисципліна | Золото | Срібло | Бронза |
| ---------- | --- | --- | --- |
| Чоловіки   | Нідерланди (NED) Роналд Янсен Ерік Язет Ваутер ван Пелт Брам Ломанс Дідерік ван Вел Стефан Вейн Єрун Делме Жак Брінкман Ремко ван Вейк Тен де Ноєр Яп-Дерк Бума Петер Віндт Сандер ван дер Вейде Ґюс Воґелс Піт-Гейн Ґеріс Мартен Ейкелбом       | Південна Корея (KOR) Кім Юн Чі Сон Хван Со Чон Хо Кім Чон Хван Кім Йон Пе Хан Хьон Пе Кім Кьон Сок Кім Чон Чхоль Сон Сон Тхе Кан Кон Ук Хван Чон Хьон Лім Чон У Чон Чон Ха Чон Хон Квон Йо Ун Кон Лім Чон Чхон                                                                        | Австралія (AUS) Майкл Бреннан Адам Комменс Джейсон Дафф Трой Елдер Джеймс Елмер Деймон Ділетті Лаклан Дреер Пол Ґодуан Джей Стейсі Деніел Спрул Стівен Девіс Майкл Йорк Крейґ Вікторі Стівен Голт Меттью Веллс Брент Лівермор                                                  |
| Жінки      | Австралія (AUS) Елісон Еннан Джульєт Гаслам Елісон Пік Клер Мітчелл-Тавернер Кейт Старр Кейт Аллен Ліза Карразерс Решелл Гоукс Кловер Мейтленд Рейчел Імісон Енджі Скервінґ Джулі Тауерс Реніта Фаррелл Дженн Морріс Катріна Пауелл Ніккі Гадсон | Аргентина (ARG) Маріела Антоніска Соледад Гарсія Магдалена Айсега Марія Пас Феррарі Анабель Гамберо Аєлен Степнік Інес Аррондо Лусьяна Аймар Ваніна Онето Хорхеліна Рімольді Каріна Масотта Паола Вукоїчич Лаура Майстегі Мерседес Маргалот Марія де ла Пас Ернандес Сесілія Роньйоні | Нідерланди (NED) Юлі Дейтерс Фатіма Морейра де Мелу Кларінда Сінніґе Ганнеке Смаберс Ділліанне ван ден Боґард Марґ'є Теувен Мейнтьє Доннерс Аґет Бомґардт Маша ван дер Варт Сюзан ван дер Вілен Мірна Венстра Мінке Смаберс Кароле Тате Флер ван де Кіфт Мінке Боей Дафне Таув |